# Кильпола
Ки́льпола (фин. Kilpolansaari) — остров в Ладожском озере. Является западной оконечностью Ладожских шхер.
Расположен в северо-западной части озера. На западе связан мостом с материком.
Находится на территории Хийтольского сельского поселения в Лахденпохском районе Карелии.
На острове находится озеро Витсалампи и ещё несколько небольших внутренних озёр. Западный берег острова плотно застроен, в основном — базами отдыха.
Остров имеет богатую историю, на нём располагались поселения карел, одни из самых
древних земледельческих поселений в Северном Приладожье.

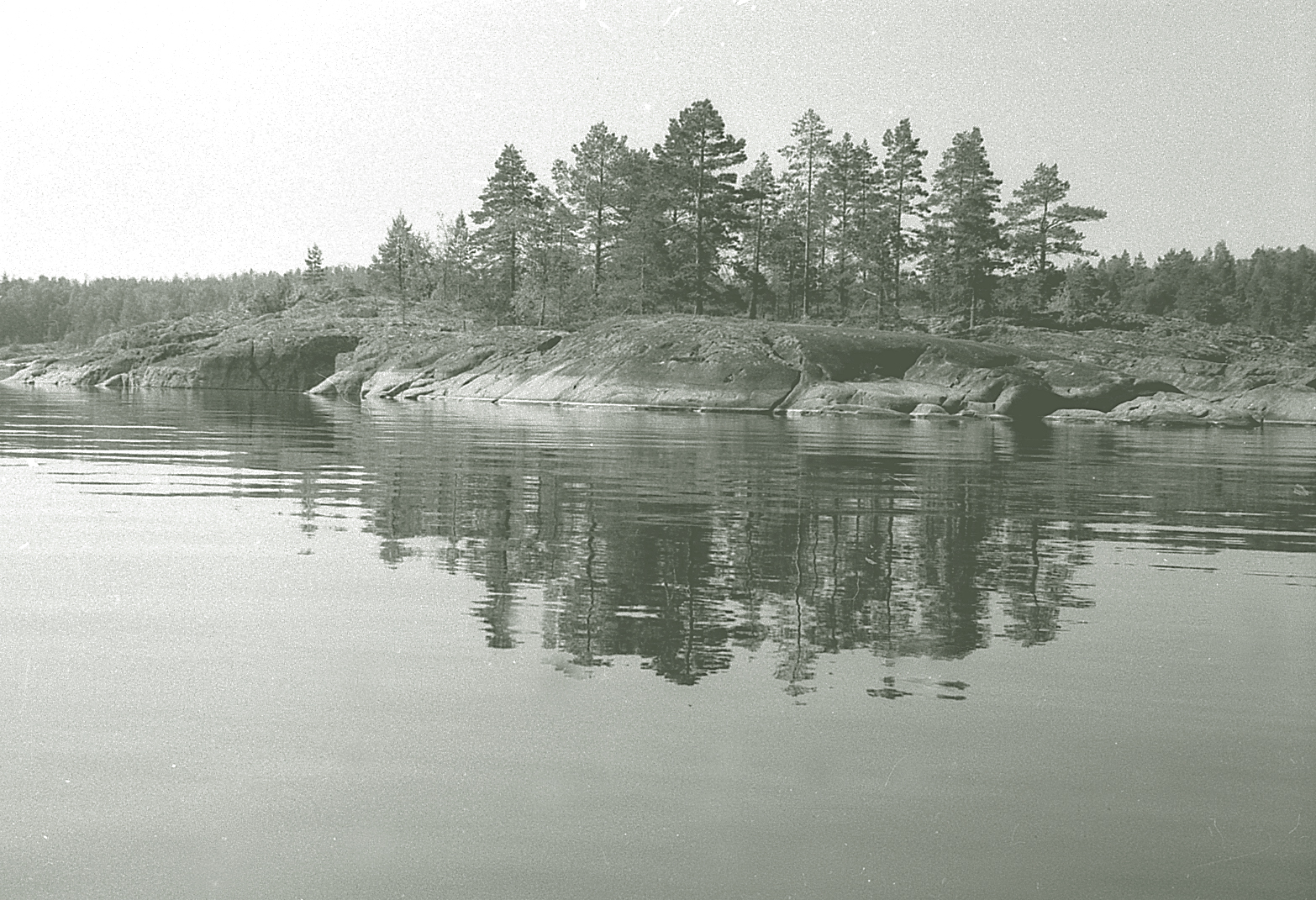
Остров напротив о-ва Кильпола
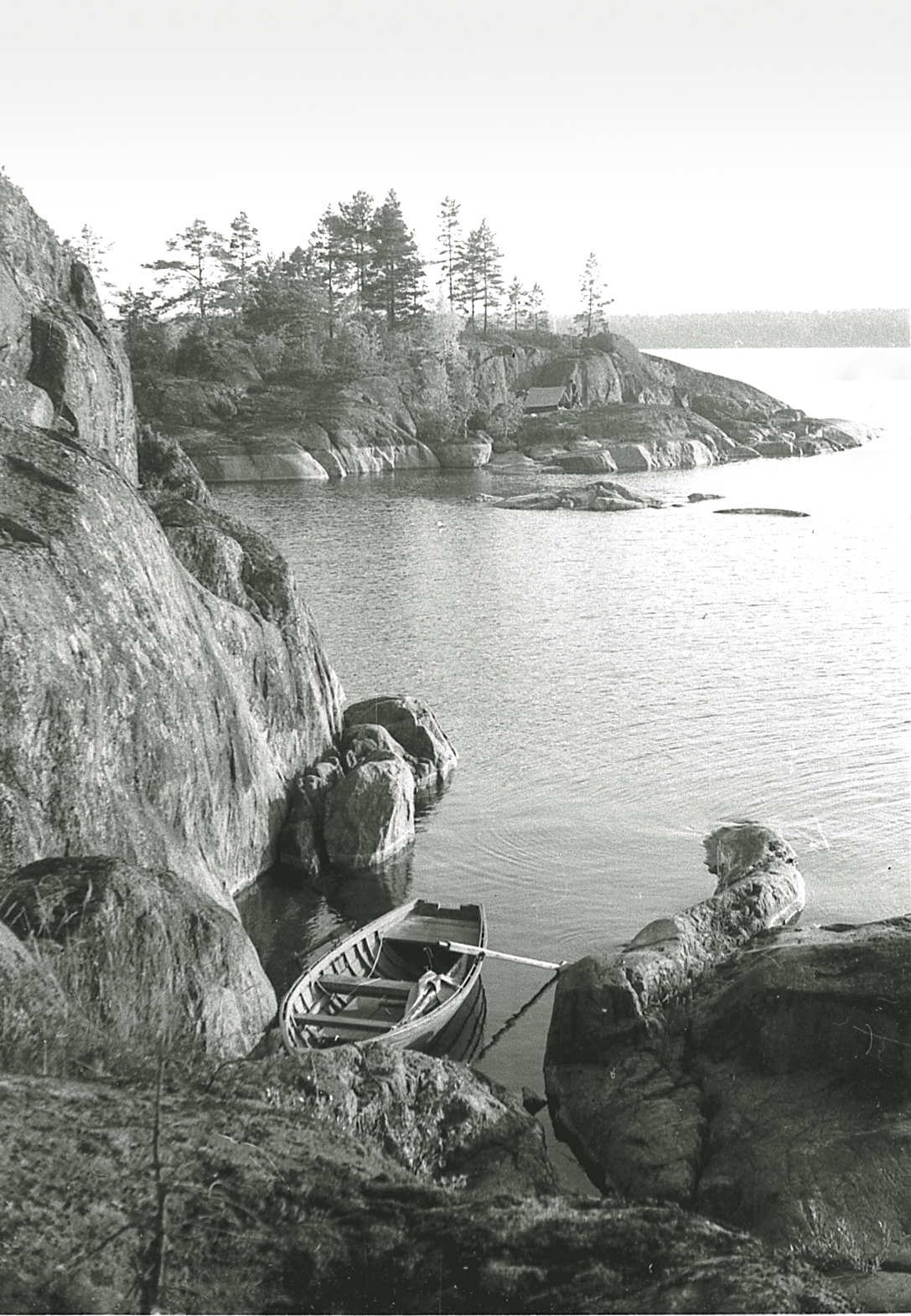
Остров напротив о-ва Кильпола вблизи
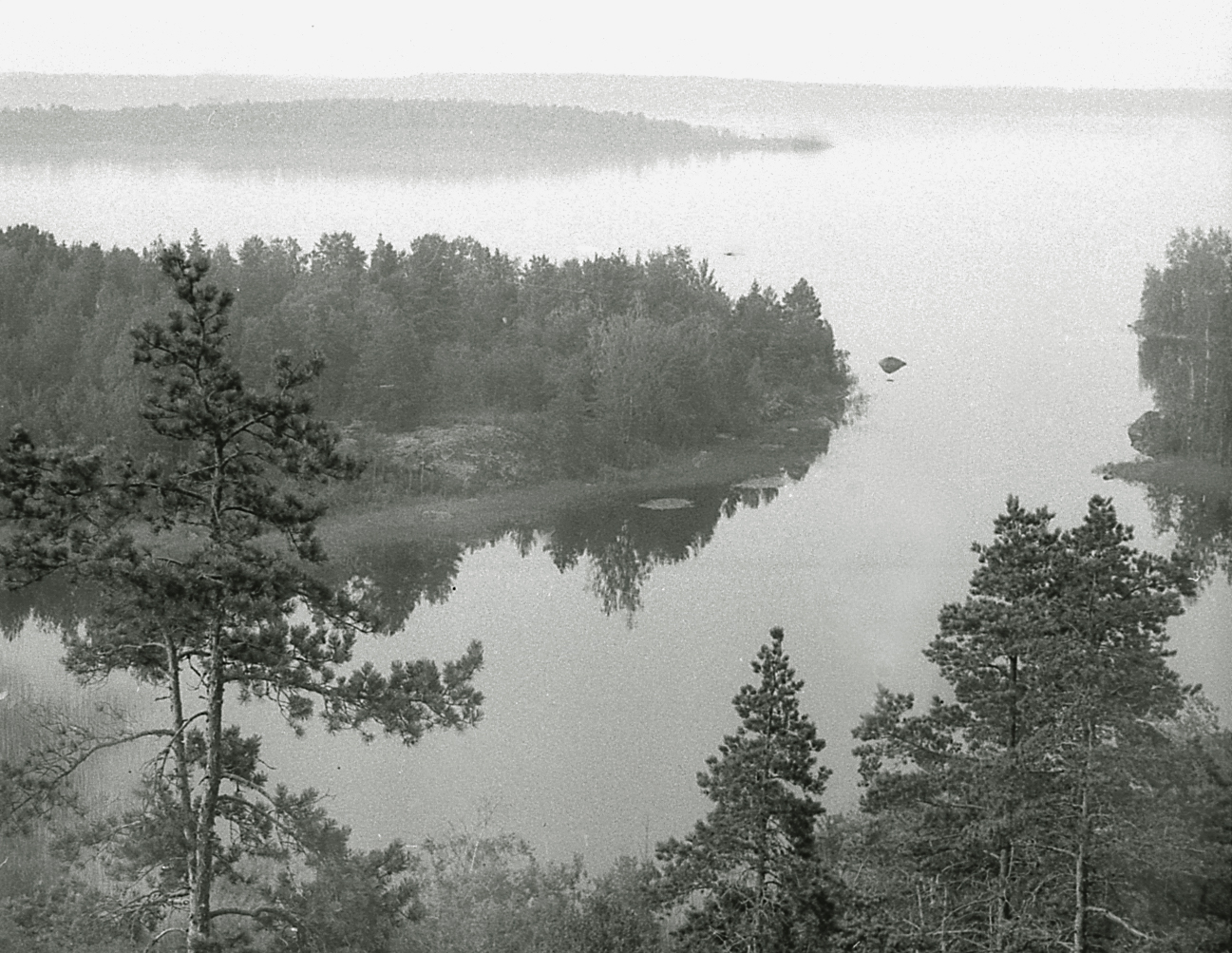
Вид с острова Кильпола на озеро